# Gregorio Fernández

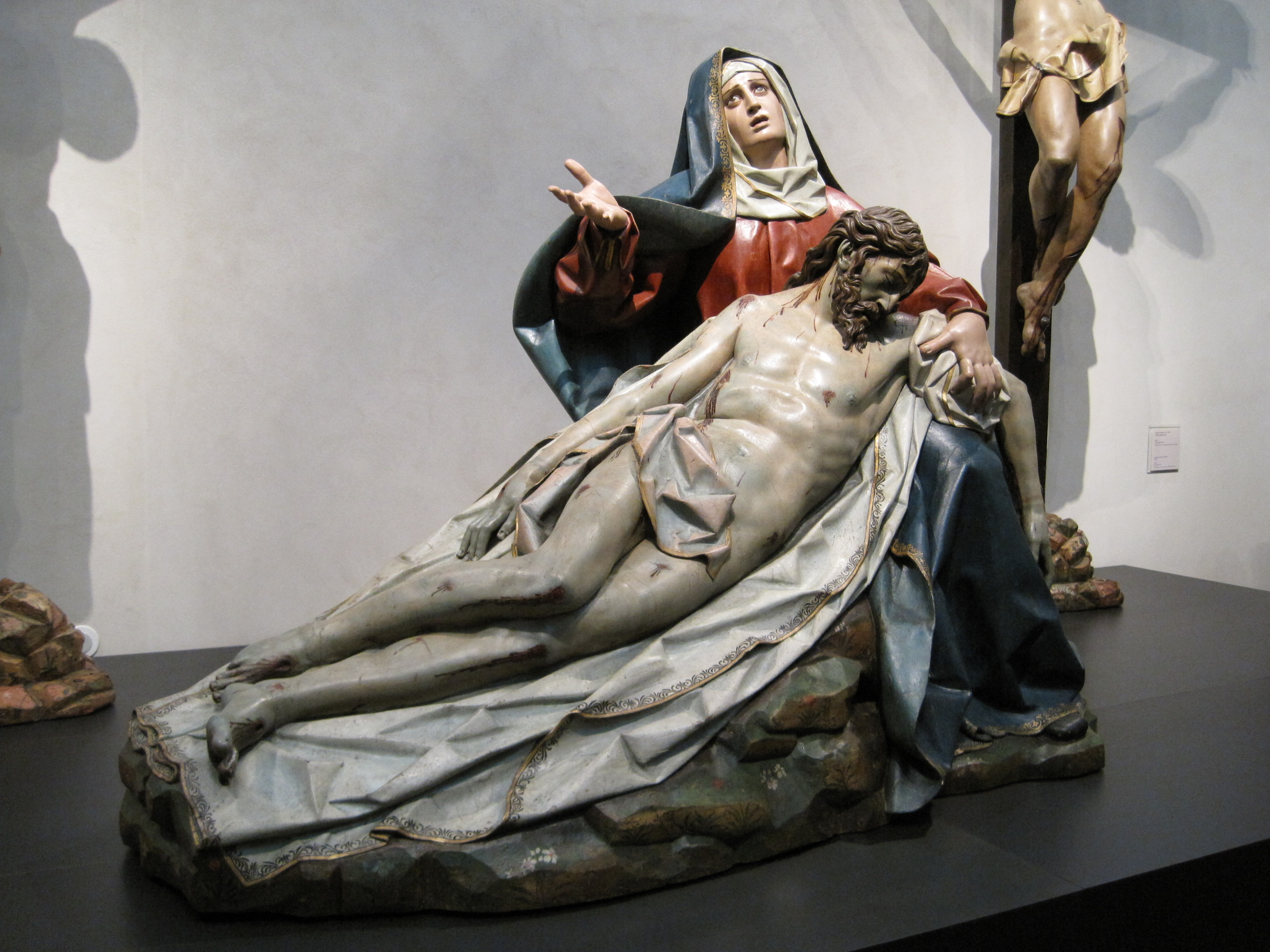
La Sexta Angustia, 1616-17

Gregorio Fernández (Sarria, 1576 — Valladolid, 1636) foi um escultor espanhol, o principal representante da escola castelhana de escultura.
Fernández mantinha tinha um grande estúdio com muitos aprendizes e colaboradores.

## Obras
- Numerosos pasos das procissões da Semana Santa em Valladolid.
- Retábulos: Retábulo principal da Catedral Nova de Plasencia. Retábulo-mor do Convento das Descalças Reais (Valhadolide), entre outros.